# Muestreador roseta

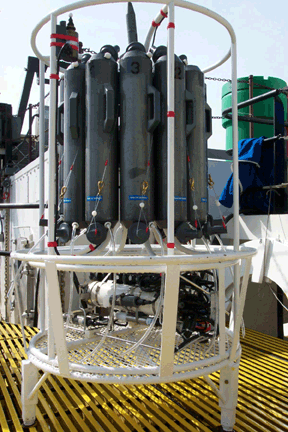
Un muestreador roseta.

Vistas laterales y superiores con botellas Niskin (gris) y registrador CTD (azul).

Un muestreador roseta es un dispositivo utilizado para tomar muestras de agua en aguas profundas (como los Grandes Lagos u océanos) con el fin de investigar su calidad.

## Descripción
Un muestreador roseta está hecho mediante un conjunto de 12 a 36 botellas de muestreo. Cada botella tiene un volumen que oscila entre un valor mínimo de 1.2 L y un valor máximo de 30 L. Todos ellos constituyen el muestreador roseta y se agrupan alrededor de un cilindro situado en el centro del conjunto, donde hay un sistema de detección llamado Sea-Bird o CTD, que significa "conductividad, temperatura y profundidad", aunque otras variables pueden medirse mediante CTD modernos (por ejemplo, turbidez del agua, concentración de oxígeno disuelto, concentración de clorofila y pH).
El aparato está unido a un cable metálico. Un cabrestante a bordo del barco desenrolla la cuerda durante el descenso y la enrolla durante el ascenso (es decir, al final de la recolección de muestras). Durante las operaciones en el océano, un muestreador roseta puede acercarse al fondo marino a una distancia de 1 a 5 m, dependiendo de las condiciones particulares del mar.
La apertura de cada botella de muestreo puede ser automática (al alcanzar una cierta profundidad) o manual (por el operador, de forma remota).

## Usos
El muestreo de agua se utiliza en general para el análisis químico y la evaluación ecotoxicológica.
Se prefiere un muestreador roseta a un muestreador Winchester para la recolección de muestras de agua a profundidades mayores de 50 m.